# Altavilla Silentina
Altavilla Silentina este o comună din provincia Salerno, regiunea Campania, Italia, cu o populație de 6.871 de locuitori (în 2022) și o suprafață de 52,48 km².

## Demografie
Altavilla Silentina - evoluția demografică

|  | Graficele sunt indisponibile din cauza unor probleme tehnice. Mai multe informații se găsesc la Phabricator și la wiki-ul MediaWiki. |

Date: Recensăminte sau birourile de statistică - grafică realizată de Wikipedia